# Slots Bjergby Sogn
Slots Bjergby Sogn 
ist eine Kirchspielsgemeinde (dän.: Sogn)
auf der Insel Sjælland im südlichen Dänemark.
Bis 1970 gehörte sie zur Harde Slagelse Herred im damaligen Sorø Amt, danach zur Hashøj Kommune im Vestsjællands Amt, die im Zuge der  Kommunalreform zum 1. Januar 2007 in der Slagelse Kommune in der Region Sjælland aufgegangen ist.
Im Kirchspiel leben 1192 Einwohner, davon 998 im Kirchdorf (Stand: 1. Januar 2023).
Im Kirchspiel liegt die Kirche „Slots Bjergby Kirke“.
Nachbargemeinden sind im Norden Sankt Peders Sogn, im Norden und Osten Antvorskov Sogn, im Osten Sludstrup Sogn, im Süden Gerlev Sogn und im Westen Hemmeshøj Sogn.